# Les Gnoufs
 (décembre 2021).
Si vous disposez d'ouvrages ou d'articles de référence ou si vous connaissez des sites web de qualité traitant du thème abordé ici, merci de compléter l'article en donnant les références utiles à sa vérifiabilité et en les liant à la section « Notes et références ».
Les Gnoufs est une série télévisée d'animation française en 52 épisodes de treize minutes, créée par Bertrand Santini, produite par Method Films et diffusée à partir du 30 août 2004 sur France 3 dans l'émission France Truc et rediffusée sur Toon Disney France et Disney Channel.

## Synopsis
Errant dans l'espace au bout de leurs ballons, les Gnoufs découvrent un beau jour notre planète. Ils décident d'y faire une halte en espérant que, vue d'en bas, notre planète soit aussi belle que vue d'en haut. C'est dans une vieille maison abandonnée, quelque part en Provence, qu'ils trouvent refuge. De là, les Gnoufs vont partir à la rencontre de notre planète, de ses mystères, de ses vaches et ses chiens, de ses saisons, ses crêpes et ses frites et parfois de ses monstres et des êtres humains qui les intriguent... et surtout les consternent…

### Diffusion
| Pays            | Chaîne d'diffusion                    |
| --------------- | ------------------------------------- |
| Royaume-Uni     | Nicktoons KidMango Prime Video Megogo |
| Portugal        | RTP2                                  |
| Suisse          | Disney Channel                        |
| Arabie saoudite | MBC 3                                 |
| Finlande        | MTV3                                  |
| Belgique        | Nickelodeon                           |
| Danemark        | TV2                                   |
| Pays-Bas        | Nickelodeon                           |
| Australie       | DVD                                   |
| Brésil          | DVD                                   |
| France          | Toon Disney France France 3           |
| Allemagne       | Nickelodeon                           |
| Italie          | Nickelodeon                           |
| Espagne         | Canal PandaClan TVE Kitz              |
| Russie          | Megogo                                |
| Hongrie         | DVD                                   |
| Thaïlande       | TrueID                                |
| Israël          | Nickelodeon                           |
| Ukraine         | Megogo                                |

## Voix
- Laurent Maurel : Lapignouf / Captain Jtejure, Anignouf
- Roger Carel : Grougnouf, Le Grand Livre
- Henri Guybet : Gigabeb
- Éric Metayer : Kripignouf
- Patrice Dozier : Minibeb
- Bertrand Santini : Micrognouf
- Jean-Pierre Moulin : Fantôme Renard et voix additionnelles
- Nicolas Djermag et Jonathan Barré : Voix additionnelles

 Source et légende : version française (VF) sur RS Doublage

## Fiche technique
- Création, direction artistique et chansons : Bertrand Santini
- Réalisation : Franck Vibert
- Musique : Vincent Boutolleau et Emmanuel Rebaudengo
- Producteurs : Aton Soumache et Alexis Vonarb
  - Producteur exécutif : Cédric Pilot
- Production : Method Films, France 3

## Épisodes
1. Grosse clonerie
2. Chacun sa planète
3. L'idole des poules
4. Tony
5. Tête de l'Art
6. Yéti y es-tu ?
7. Régime bidon
8. Jtejur d'un jour
9. Un Noël dingue dingue dong
10. Manteau de neige
11. Joyeux halloween
12. Comme une crêpe
13. Mouton d'avril
14. Chokobonga
15. Edward
16. Vol d'éléphant
17. Dans ma boîte
18. Vie de chien
19. Oracles ! Ô désespoir !
20. Zéro de conduite
21. Aime ton prochain (même s'il est moche et qu'il sent mauvais)
22. À corps perdu
23. Sous la mer
24. Palindrome
25. L'histoire sans fin
26. S.A. Stupidité Artificielle
27. La ficelle du cerf-volant
28. Les squatteurs
29. Fantôme Renard
30. Supergnoufs
31. Neige éternelle
32. Les 3 citrons
33. Magigabeb
34. Pétula
35. Le sombre héros
36. Des pieds et des mains
37. Popcornisation
38. Pastèque ball
39. Les yeux grand fermés
40. De toutes les couleurs
41. Une visite
42. Lapignouf & Captain Jtejur
43. Drôles d'humains
44. J'embrasse pas
45. L'éclipse
46. Rien qu'un rêve
47. Un joyeux réveillon
48. Le pipeau enchanté
49. Au cœur de l'hiver
50. Ma vache
51. En chanson
52. La légende du Captain Jtejur (le 4 septembre 2007)